# Yngsjömordet (film, 1966)
Yngsjömordet är en svensk film från 1966 i regi av Arne Mattsson.

## Om filmen
Filmen hade Sverigepremiär den 1 oktober 1966 på biograf Röda Kvarn i Stockholm. Filmen är baserad på det verkliga fallet Yngsjömordet, som förlaga hade man Yngve Lyttkens bok Yngsjömordet från 1951. En nyinspelning genomfördes under 1986 som del av TV-serien Skånska mord.

## Rollista (urval)
- Gunnel Lindblom – Anna Månsdotter
- Gösta Ekman – Per Nilsson, hennes son
- Christina Schollin – Hanna Johansdotter, hans hustru
- Rune Lindström – Wahlbom, häradshövding
- Isa Quensel – Grave-Karna, en klok gumma
- Heinz Hopf – Helmertz, häradshövding
- Elsa Prawitz – Hilda Persdotter
- Frej Lindqvist – H. N. Hansson, handlande, hennes man
- Tore Lindwall – Johan Olsson, häradsdomare, Hannas far
- Maritta Marke – Stina Edvards
- Curt Ericson – Dalman, skarprättare
- Gudrun Östbye – Johanna Hansson
- Lasse Krantz – Erik Olsson, hemmansägare
- Gösta Bernhard – Jöns Persson
- Stefan Ekman – Hasselqvist, pastor

## Filmmusik i urval
- Skånepolkett, kompositör Andrew Walter
- Yngsjöhambo, kompositör Andrew Walter
- Frostviksvalsen, kompositör Andrew Walter

## DVD
Filmen gavs ut på DVD 2017.